# Kunio-kun no Nekketsu Soccer League
Kunio-kun no Nekketsu Soccer League (くにおくんの熱血サッカーリーグ Kunio Kun no Nekketsu Sakkā Rīgu?) es un videojuego de fútbol de la franquicia Kunio-kun, desarrollado por la empresa japonesa Technos Japón en 1993 para el sistema NES/Famicom. Se diferencia de otros videojuegos de fútbol por su estilo humorístico, violencia y movimientos especiales.

## Lanzamiento y Distribución
Fue lanzado el día 23 de abril de 1993 y distribuido en Japón bajo su nombre original, aunque en Sudamérica y parte del occidente se conoció popularmente como Goal! 3, en una versión no oficial adaptada para las clónicas Family Game y otros clones que aceptaban cartuchos de 60 pines. Este cambio de nombre fue tan solo un ardid para su venta en el comercio informal, ya que nada tiene que ver con los juegos Goal! y Goal! Two pertenecientes a la saga homónima creada por Jaleco. Esta adaptación solo consistió en un cambio de sprites en la palabra Technos por Goal! 3 en la pantalla inicial y en el marcador, y se mantiene todo el resto del juego original, incluido todo el texto en japonés.
Estaba prevista una versión para el occidente llamada Crash 'n the Boys: Soccer Challenge, pero fue cancelada, mismo destino sufrió la versión localizada de Ike Ike! Nekketsu Hockey Bu – Subette Koronde Dai Rantou, cuya localización se llamaría Crash 'n the Boys: Ice Challenge, promocionado al final del juego Crash 'n the Boys: Street Challenge. Se presume que la localización de varios juegos de Technos Japan de la época, basada en la serie Kunio Kun, no vieron la luz para centrar los esfuerzos en los proyectos de la Super Famicom.

## Historia y Argumento
Kunio Kun no Nekketsu Soccer League es la continuación del juego Nekketsu Koko Dodge Ball Bu: Soccer Hen donde el personaje principal, Kunio, se enfrentaba contra equipos japoneses con su combinado de la Nekketsu High School. Con los mejores 12 jugadores de aquella competencia se formó Nekketsu FC para disputar la Technos Cup, trofeo máximo a ganar en el modo torneo. Para ello, los jugadores deben viajar por todo el mundo, enfrentando a diversos equipos nacionales en sus respectivos países.

## Características
Si bien es un juego de fútbol y sigue sus reglas básicas, tiene muchas diferencias. Los equipos solo tienen seis jugadores (un guardameta y cinco jugadores de campo). La ausencia de árbitro es proverbial, permitiéndose faltas de todo tipo. Esto las convierte en la manera más efectiva de quitarle el balón al oponente, y dejarlo inconsciente por unos segundos en el piso. Los jugadores pueden realizar tiros y movimientos especiales de ataque y/o defensa. Entre los movimientos comunes a todos los personajes se encuentran las patadas voladoras, codazos, montarse encima de compañeros, entre otros.
Gráficamente, los personajes poseen la misma estatura y complexión Super Deformed (cuerpos pequeños, cabezones) pero rostros distintos. Tienen similitud con el diseño de los personajes de Downtown Nekketsu Monogatari; de hecho, algunos de los sprites de este último han sido reutilizados.
El clima y las superficies de los campos de juego tienen gran influencia sobre el desarrollo del partido, sea por los vientos, relámpagos, o lodo.

## Partidos
Los encuentros duran cuatro minutos en total, divididos en dos mitades de dos minutos cada una, lo que genera un ritmo de juego acelerado, sobre todo contra rivales difíciles. Al final de cada tiempo se agregan unos segundos más de juego, pero no se puede saber exactamente cuantos. El cronómetro no se detiene en ningún momento, ni siquiera en los saques laterales o tiros de esquina.
Todos los movimientos están permitidos, no hay faltas. Las únicas situaciones de balón parado son saques laterales, saques de esquina, o penaltis (en caso de ser necesario un desempate). Existe a su vez otra excepción y es cuando se intenta retener el balón violentamente dentro de tu propia área. EN dicho caso se cobra "penalty" y se otorga tiro libre a quien recibe la falta. 

### Formación y Táctica
Hay tres formaciones disponibles: 2-1-2, 1-2-2 y 3-1-1. A pesar de tener posiciones idóneas, los jugadores se pueden reacomodar a gusto, y nada impide poner (por ejemplo) un delantero como guardameta. Hay ajustes tácticos disponibles tanto como para el ataque (juego individual o pasar a compañeros, disparar al arco) como para la defensa (barrer o marcar). También se puede definir si el guardavallas sale a jugar, o se queda siempre en su área.

### El Vestuario
Antes del inicio del partido y durante el entretiempo se pueden realizar cambios de formación, posiciones, comportamiento general del equipo y música de fondo. También se puede consultar el reporte meteorológico. Durante el transcurso del primer y segundo tiempo no se pueden realizar cambios.
Al jugar con Nekketsu FC en el modo torneo, tres nuevas opciones están disponibles en la pantalla de vestuario. Allí se puede consultar los resultados de los partidos jugados hasta el momento, o la información personal del capitán del equipo. La más extensa y útil es Meeting, en ella se observa el estado de ánimo y datos personales de todos los integrantes del equipo, ofreciendo distintas funcionalidades e interacciones. El capitán puede hablar con cualquiera de los integrantes, o incluso regalarle algún objeto para alterar su condición. También se pueden efectuar llamadas telefónicas a la animadora Misako (みさこ?) (que no los puede acompañar en los viajes) para que aliente al equipo, al entrenador Takashi (たかし?) que brinda consejos del juego, o a Technos para obtener información acerca del torneo en curso.

## Movimientos
Para desplazarse, los personajes pueden caminar, trotar, o correr como parte de los movimientos básicos. También pueden pararse arriba del balón y avanzar, o subirse a los hombros de un compañero para correr juntos. En cualquier momento los jugadores pueden saltar, estén o no en posesión del balón; de hecho, muchos de los movimientos de ataque y defensa involucran el salto como paso previo. Un salto especial es la Aceleración Triple durante el cual los jugadores saltan al mismo tiempo que giran como un trompo golpeando duramente a los otros jugadores. Si al realizar este movimiento, el personaje toca con la cabeza la pelota, ésta sale disparada hacia el arco rival de manera similar al cabezazo especial.
Cuando tienen el balón, los jugadores pueden realizar un regate con codazo, con la intención de esquivar o derribar al enemigo. Una versión más potente es el Regate Mortal que solo algunos personajes realizan, durante el cual el poseedor de la pelota avanza realizando gran cantidad de codazos.
En posesión de la pelota, se puede pasarla o dispararla hacia la meta contraria. Con el esférico en elevación, se puede efectuar disparos, pases, cabezazos y chilenas. Hay distintas maneras de poner el balón en el aire como ser: trotar/correr y saltar con el mismo entre las piernas, levantarlo desde el suelo con los pies estando en posición detenida (se lo puede mantener en el aire con las rodillas), realizar un pase largo, hacer que rebote en otro jugador, o realizar un autopase. Una jugada especial, la Voltereta Golondrina, provoca que el jugador se eleve con el balón realizando un salto mortal.
Si el balón y el jugador cuentan con la elevación suficiente (cuanto mayor la dificultad de juego seleccionada, mayor será la altura necesaria) y están posicionados en mediocampo o en el campo rival, los cabezazos y chilenas serán especiales (el balón cambia de color, es más veloz y rebota fuertemente contra el piso), y los disparos se convertirán en el tiro especial del jugador.
Uno de los elementos distintivos del juego, es la violencia de las jugadas de defensa. Para quitar el balón al adversario los jugadores pueden barrerse, golpear con un codazo al oponente, o realizar una patada voladora. También existen movimientos especiales de defensa, como el Ataque Explosivo, en el cual el defensor realiza un rodillazo volador, o el Ataque Tornillo, donde el jugador avanza horizontalmente simulando ser un tornillo enroscándose.
Cuando el balón está en juego sin pertenecer a ningún equipo, los jugadores pueden realizar una serie de patadas voladoras similares a la Tatsumaki Senpū Kyaku (竜巻旋風脚?  "Tornado Whirlwind Kick") del personaje Ken de la saga Street Fighter, o volar horizontalmente realizando una seguidilla de chilenas. También se pueden realizar palomitas, tras las cuales los jugadores quedan tirados en el piso moviéndose sobre sus vientres como orugas.
Para atajar el balón, los arqueros pueden sujetarlo, o despedirlo de un puñetazo, moviéndose para sus lados o saltando hacia arriba o los ángulos de la valla. Durante movimiento especial Puñetazo Tornado el guardameta sale girando hacia adelante como en el golpe Aceleración Triple, terminando con un gancho hacia arriba. Además, los arqueros pueden salir de su área y realizar los mismos movimientos que un jugador de campo normal.

## Campo de Juego
Los estadios están distribuidos en cuatro continentes Asia, África, Sudamérica y Europa. Esto no afecta el juego salvo por la animación introductoria a los partidos que muestra diferentes vehículos (Barcos, Aviones y Autobuses).
Las superficies de los campos de juego son césped, tierra y arena. Las dos primeras se ven afectadas por la lluvia y el agua acumulada, no así la tercera. Las condiciones de los campos de juego varían, siendo Bueno, Regular, Malo, o Asqueroso; esto determina la cantidad de superficie de la cancha cubierta por agua (0% para Bueno, 25%-50% para Regular, 50%-75% para Malo, 100% para Asqueroso). Las precipitaciones, si se presentan, también suma agua. Estas se clasifican en Baja, Media, Alta y Tormenta según su frecuencia e intensidad. El agua que cae durante el primer tiempo se acumula y empeora el terreno de juego para la segunda mitad; éste incremento no es paulatino, sino que se modifica el estado del campo al terminar el entretiempo.
El agua que se acumula arriba del césped forma charcas, que afectan el comportamiento del balón y el movimiento de los jugadores. Cuando la pelota pasa mucho tiempo por encima del agua se moja (se torna color celeste), y luego se empapa (se torna azul) lo que produce un menor rebote y un mayor peso; por ejemplo, golpear con tiro especial teniendo el esférico empapado puede desmayar a arqueros que con el balón seco lo atajarían sin inconvenientes. El saltar y caer sobre un balón mojado o empapado lo retorna a su estado seco normal.
Sobre césped húmedo, el movimiento de los jugadores es difícil, ya que los mismos resbalan y tardan más en detenerse o cambiar de dirección. Algunas veces resulta beneficioso: una barrida sobre el pasto mojado es más rápida y larga que sobre terreno seco.
Las superficies de tierra, se van convirtiendo en lodazales a medida que la cantidad de agua aumenta. El lodo tiene diferentes propiedades que el césped húmedo: los jugadores se hunden en él, y el balón no rebota, sino que se incrusta en el mismo. Como ventaja, cualquier tiro, cabezazo, o chilena especial en el cual la pelota hace contacto con tierra en un área enlodada, convierte el disparo en subterráneo, lo que lo hace más potente.
Los rayos son elementos peligrosos, ya que pueden electrocutar a los jugadores cercanos y electrificar el balón. Su radio de acción se incrementa si golpea un charco de agua. Un jugador que toca un balón electrificado con la parte superior del cuerpo resulta electrocutado. Pero un balón en el mismo estado puede ser disparado normalmente, como tiro especial o como cabezazo para hacerlo más poderoso a la hora de golpear oponentes. Otra particularidad de los rayos es que si la pelota está en medio de una trayectoria de un tiro, cabezazo, o chilena especial y es golpeada por uno, la misma vuelve a su estado normal y desacelera.
El viento es otro factor climático importante, ya que puede acelerar, frenar o desviar el balón o jugadores en medio de un salto. La intensidad del mismo puede ser Baja, Media, Alta o Ráfaga; su dirección puede ser a favor del visitante, a favor del local, o hacia los dos lados.
Los tornados pueden llevarse el balón y jugadores hacia cualquier lugar, incluso fuera de la cancha. Los mismos poseen tres niveles de intensidad, que determinan su frecuencia y poder de succión.
Un buen jugador debe saber utilizar el clima a su favor como una herramienta más para derrotar al contrincante.

## Modos de juego

### Partido Amistoso
En este modo de juego tenemos la posibilidad de elegir entre 2 a 6 players (o jugadores) y la dificultad de juego.
Luego también se puede elegir continente, césped, condiciones climáticas y armar las tácticas de los equipos.
Los jugadores 1 y 2 eligen sus respectivos equipos y tienen el mando del capitán, mientras que los jugadores 5 y 6 tienen el mando del portero. Entre los jugadores 1 y 3 y 5; 2 y 4 y 6, se da un modo cooperación. Se pueden armar jugadas y los porteros pueden salir al ataque cuando obtienen el balón.

### Penaltis
El modo penaltis tiene la opción de uno o dos jugadores, con la posibilidad de elegir el nivel de dificultad en ambos casos. 
Los equipos que se encuentran a disposición para seleccionar son: Nekketsu (Japón), Italia, Alemania, Argentina, Brasil y Camerún. Siendo éstas sólo algunas de las selecciones a las que te enfrentas en el modo liga.
Para el jugador 1, todos los equipos tienen el mismo color de camiseta (blanco), mientras que el jugador 2 tiene los colores originales de cada equipo, excepto por un color alternativo anaranjado del Nekketsu.
En cada oportunidad, los jugadores tienen 7 segundos para ejecutar el penalti, pudiendo optar por tirar a la portería de inmediato, armar una jugada, levantar el balón y hacer un tiro especial o un cabezazo. Se puede realizar un remate en caso de que el portero de un rebote. 
El penalti acaba cuando se termina el tiempo, se consigue un gol o el balón sale del campo de juego. Luego de cada gol, se muestra una escena del capitán festejandolo con los espectadores y el contador de fondo. El portero puede salir del área chica en cualquier momento para obtener el balón, también puede golpear al jugador, saltar en alto con el puño o saltar sobre el suelo para atrapar un tiro bajo.

### Technos Cup
Existen varias formas de juego, amistoso contra al CPU, amistoso entre 2 jugadores, penales entre 2 jugadores o contra el CPU.
Pero el modo de juego principal es el "World Cup", en el cuales el único equipo que es posible elegir es el de Japón. Consta de una larga liga en la que se deben lograr aproximadamente 30 victorias para acceder a los play offs por el titulo.
Los rivales en la fase regular son las selecciones de Tailandia, Corea del sur, Guinea, México (entre los más débiles), Senegal, Mongolia, Inglaterra, (de dificultad moderada) y Argentina, Brasil, Alemania, Italia y Camerún (los más fuertes).
En la fase final se deben superar los play offs frente a Camerún ,luego Argentina, en semifinales frente a Brasil o Alemania y la final frente a Italia.

## Equipos
En el juego hay trece seleccionados en total. En el modo torneo todos los equipos excepto Nekketsu FC, se organizan en cuatro ligas (o zonas), a razón de tres por zona.

### Nekketsu FC(ねっけつFC,Nekketsu FC?)
| Ropa Rojo | Piel Blanco | Pelo Negro |
| --------- | ----------- | ---------- |
|           |             |            |

Nekketsu FC (ねっけつFC?) es un combinado con los mejores jugadores de distintos colegios de Japón. De fuerza media, es el equipo más balanceado ya que todos sus miembros tienen distintos tiros y habilidades. En su festejo de victoria, los jugadores bailan y saltan mientras sujetan abanicos en sus manos.
Su alineación por defecto es 2-1-2, con los siguientes jugadores:
9. Kunio (くにお?): MF (Capitán).
8. Yoritsune (よりつね?): FW.
10. Saji (さじ?): FW.
2. Horibata (ほりばた?): DF.
3. Iwakabe (いわかべ?): DF.
1. Genei (げんえい?): GK. Si están empatando o ganando, sale de la valla a atacar cuando tiene el balón.
4. Ugajin (うがじん?)
5. Onitake (おにたけ?)
6. Kumon (くもん?)
7. Kaizuki (かいずき?)
11. Tsunewo (つねを?)
12. Carlos (かるろす Carurosu?)
Al utilizar el equipo en el modo torneo, la escuadra completa consta de doce jugadores, pudiendo intercambiar suplentes y posiciones. Además, todos ellos tienen diferentes gustos y odios que pueden ser utilizados para modificar su nivel de juego.
| Nombre                      | Posición | Número | Poder | Tiro | Defensa | Tipo de Energía | Movimientos                                      | Personalidad    | Le Gusta         | Odia                |
| --------------------------- | -------- | ------ | ----- | ---- | ------- | --------------- | ------------------------------------------------ | --------------- | ---------------- | ------------------- |
| Kunio (くにお?)             | MF       | 9      | 50    | 21   | 25      | B               | Tiro con Agallas, Ataque Explosivo               | Busca fama      | Comida Japonesa  | Gente Perezosa      |
| Yoritsune (よりつね?)       | FW       | 8      | 50    | 24   | 20      | A               | Tiro Ninja, Voltereta Golondrina                 | No muy listo    | Ciruelas Secas   | Idols               |
| Saji (さじ?)                | FW       | 10     | 55    | 27   | 15      | B               | Tiro de Rueda, Patada Tornado                    | Muy egocéntrico | Anime            | Manager             |
| Horibata (ほりばた?)        | DF       | 2      | 60    | 24   | 20      | D               | Tiro Topo, Ataque Explosivo                      | Cooperativo     | Misako           | Discutir            |
| Iwakabe (いわかべ?)         | DF       | 3      | 45    | 24   | 20      | B               | Tiro Imparable, Ataque Tornillo                  | Egoísta         | Animales         | Gente Lasciva       |
| Genei (げんえい?)           | GK       | 1      | 60    | 21   | 20      | C               | Tiro MegaDrive, Regate Mortal, Puñetazo Tornado  | Cooperativo     | Pickles          | Jugadores Perezosos |
| Ugajin (うがじん?)          | DF       | 4      | 45    | 15   | 20      | D               | Tiro Amargo, Aceleración Triple                  | Incomprendido   | Pescado Seco     | Ciruelas Picantes   |
| Onitake (おにたけ?)         | MF       | 5      | 50    | 15   | 15      | B               | Tiro Preciso, Regate Mortal                      | Egoísta         | Hentai           | Muñecos de Peluche  |
| Kumon (くもん?)             | DF       | 6      | 50    | 27   | 15      | C               | Tiro Aburrido, Ataque Explosivo                  | Cooperativo     | Anime, Osos      | Olor a Pescado      |
| Kaizuki (かいずき?)         | MF       | 7      | 45    | 21   | 15      | D               | Tiro de Luna, Ataque Explosivo                   | Cooperativo     | Pescado          | Chicas              |
| Tsunewo (つねを?)           | FW       | 11     | 65    | 21   | 20      | B               | Tiro Banana, Regate Mortal                       | Busca fama      | Idols            | Otakus              |
| Carlos (かるろす Carurosu?) | GK       | 12     | 65    | 24   | 25      | D               | Tiro Omega, Puñetazo Tornado, Aceleración Triple | Busca Fama      | Osito de Peluche | Comida Japonesa     |

### Liga Asiática
En este continente podemos encontrar a Corea del Sur, Tailandia y Mongolia. La animación introductoria a cada encuentro con alguno de estos tres, muestra que Nekketsu FC realiza el viaje en barco.

#### Corea del Sur(かんこく,Corea del Sur?)
| Ropa | Piel | Pelo |
| ---- | ---- | ---- |
|      |      |      |

Corea del sur (かんこく?) utiliza casaca verde, y su estandarte muestra una cabeza de dragón. Es el equipo más débil de todos. Su tiro especial convierte el balón en un taijitu, conocido símbolo taoísta. Su festejo de victoria muestra al capitán Sun-Chol comiendo kimchi para luego exhalar una llamarada de fuego. 
Se forman en 1-2-2 con los siguientes jugadores:
1. Chon-Il (ちょんいる Chon iru?): GK.
2. Yong-Dok (よんどく Yondoku?): FW.
3. Man-Su (まんす Mansu?): MF.
4. Ming-Ho (みんほ Minho?): DF.
5. Yong-Su (よんす Yonsu?): DF.
6. Sun-Chol (すんちょる Sun choru?): MF (Capitán)

Su campo es de césped normal, con frecuentes relámpagos y lluvias.

#### Tailandia(たい,Tailandia?)
| Ropa | Piel | Pelo |
| ---- | ---- | ---- |
|      |      |      |

Representados por un León, los tailandeses portan camiseta celeste y lucen sobre sus cabezas un Mongkon característico de los luchadores de Muay Thai. Junto a Plantilla:Nihongo, una de las escuadras más débiles del torneo. Los integrantes del equipo están capacitados para realizar un Ataque Explosivo durante la defensa, y transformar la pelota en un león que corre hacia la meta.
En su festejo de victoria, el capitán golpea de un rodillazo a un compañero de equipo.
Su formación es 2-2-1:
1. Pumipon (ぷみぽん?): GK.
2. Tonchoi (とんちゃい?): FW.
3. Saketto (さけっと?): FW.
4. Pipun (ぴぷん?): MF.
5. Tanin (たにん?): DF.
6. Chachai (ちゃちゃい?): MF (Capitán). Suele salir, en el momento que su equipo va perdiendo, luego de hacerse con el balón lo que lo convierte en el punto débil del equipo.

Su campo es de tierra, ventoso y con recurrentes relámpagos. Tiene muchas áreas enlodadas.

#### Mongolia(もんごる,Mongolia?)
| Ropa | Piel | Pelo |
| ---- | ---- | ---- |
|      |      |      |

Los mongoles llevan vestimenta violeta y la cabeza parcialmente rasurada, pero con una pequeña coleta. Su estandarte muestra un caballo, recordando la excelencia de los jinetes de aquellas tierras. Su tiro especial convierte el balón en un caballo. Es el equipo más fuerte de Asia.
Cuando ganan, todos los jugadores del equipo llevan en andas al capitán.
Sus jugadores adoptan el 2-2-1:
1. Jorukin (じょるきん?): GK.
2. Ajuru (あじゅる?): FW.
3. Gazan (がざん?): MF.
4. Montoku (もんとく?): DF.
5. Furuchin (ふるちん?): DF.
6. Ishimuto (いしむと?): MF (Capitán). Es el porteros más duro de Asia.

Su campo es de césped. El clima es muy ventoso, con tornados.

#### Corea del Norte(かんこく,Corea del Norte?)
| Ropa | Piel | Pelo |
| ---- | ---- | ---- |
|      |      |      |

Corea del Norte utiliza casaca verde, y su estandarte muestra una cabeza de dragón. Es el equipo más débil de todos. Su tiro especial convierte el balón en un taijitu, conocido símbolo taoísta. Su festejo de victoria muestra al capitán Choe-Song comiendo kimchi para luego exhalar una llamarada de fuego
Se forman en 2-1-2 con los siguientes jugadores:
1. Choe-Song (ちょえそんう?) MF (Capitán).
2. Pak-Hyol (ぱくひよる?) FW.
3. Jong-il (じょんいる?) FW.
4. Ri-Thong (りとんぐ?) DF.
5. Jang-Kuk (じゃんくこ?) DF.
6. Ri-Kwang (りくあんぐ?) GK. Es el arquero más fuerte junto con el de Corea del Sur.

#### Myanmar (Birmania)(みゃんまー,Myanmar (Birmania)?)
| Ropa | Piel | Pelo |
| ---- | ---- | ---- |
|      |      |      |

Representados por un Carnero, los birmanos portan camiseta verde y lucen sobre sus cabezas un Mongkon característico de los luchadores de Myoee Bamar. Junto a Corea del Norte, una de las escuadras más débiles del torneo. Los integrantes del equipo están capacitados para realizar un Ataque Explosivo durante la defensa, y transformar la pelota en un león que corre hacia la meta. En su festejo de victoria, el capitán golpea de un rodillazo a un compañero de equipo.
Su formación es 2-2-1:
1. Kaung Sithu (かうんしつ Kaun Shitsu?) MF (Capitán).
2. Than Paing (たんぱいん Tan Pain?) FW.
3. Win Naing Se (うぃんないんせ Win Nain Se?) FW.
4. Lwin Moe Aung (るうぃんもえあうん Ruwin Moe Aun?) MF.
5. Zaw Lin (ざをりの Zawo Rino?) DF
6. Kyaw Zin Htet (きやをじんひてつ Kiyawo Jin Hitetu?) GK Es el arquero más fuerte junto con el de Alemania Federal.

### Liga Africana
Esta zona está conformada por las selecciones de Camerún, Guinea y Senegal.  El transporte utilizado para trasladarse por esos lugares es un autobús.

#### Camerún(かめるーん,Camerún?)
| Ropa | Piel | Pelo |
| ---- | ---- | ---- |
|      |      |      |

De poderío medio, la escuadra camerunense utiliza ropas celestes, y es representada por un camaleón extendiendo su lengua. Al efectuar su disparo especial el balón desaparece, no así su sombra. Sus jugadores también pueden usar la Voltereta Golondrina. Al resultar victoriosos, se muestra un camerunense montando un avestruz azotándolo con una fusta.
Forman en 2-1-2:
1. Warioba (わりおば?): GK (Capitán).
2. Da Costa (だこすた Dakosuta?): FW. Tiene gran poder de disparo.
3. Obango (おばんご?): FW. Un poco débil en comparación con los otros integrantes del equipo.
4. Mugabe (むがべ?): DF.
5. Kunjara (くんじゃら?): DF.
6. Jawara (じゃれら Jarera?): MF.

Su campo es de césped, con algunos vientos y lloviznas.

#### Guinea
| Ropa | Piel | Pelo |
| ---- | ---- | ---- |
|      |      |      |

De casaca lila, el combinado de Guinea es el adversario más fácil del juego, aunque posean un campo de juego arenado y tengan en su poder la utilización de la técnica de Aceleración Triple. Al contrario de lo que aparenta, sus jugadores son débiles. Su tiro especial transforma el balón en una roca y lo hace rodar hacia la valla enemiga. Al vencer, dos de sus jugadores bailan frente al marcador luminoso.
Este equipo también utiliza la formación 2-1-2:
1. Nuguema (ぬげま Nugema?): MF (Capitán).
2. Mabui (まぶい?): FW.
3. Mugabe (むがべ?): FW.
4. Mobutu (もぶつ Mobutsu?): DF.
5. Soguro (そぐろ?): DF.
6. Ade (あで?): GK. Si están empatando o ganando, sale de la valla a atacar cuando tiene el balón.

El campo de juego es de arena, con fuertes vientos y algunos tornados.

#### Senegal(せねがる,Senegal?)
| Ropa | Piel | Pelo |
| ---- | ---- | ---- |
|      |      |      |

Las ropas de Senegal son verdes, y su escudo muestra lo que parece ser los cuernos de un toro. Es un equipo de poderío medio-débil. Al efectuar su tiro especial, el balón se transforma en una paloma que vuela hacia el arco rival. Como festejo de victoria, dos senegaleses gritan, saltan y caen de rodillas mientras alzan sus brazos al aire.
Alineándose en esquema 1-2-2, sus jugadores son:
1. Rumunba (るむんば?): GK (Capitán).
2. Uenba (うぇんば?): FW.
3. Nujoma (ぬじょま?): MF.
4. Nujeri (ぬじぇり?): DF.
5. Obenjo (おべんじょ?): DF.
6. Munjara (むんじゃら?): MF. Si están empatando o ganando, sale de la valla a atacar cuando tiene el balón.

El césped de su campo suele tener charcas causados por las intermitentes lluvias.

### Liga Sudamericana
La liga sudamericana está integrada por Argentina, Brasil y México. Un barco se muestra en las pantallas previas a los encuentros en estos países.

#### Argentina(あるぜんちん,Argentina?)
| Ropa | Piel | Pelo |
| ---- | ---- | ---- |
|      |      |      |

La celeste selección argentina es de nivel medio. Es un equipo balanceado , aunque su debilidad son las salidas con el balón de su portero, cuando el equipo se encuentra arriba en el marcador. Su tiro especial convierte el balón en una banana, la misma que aparece en su estandarte. Pueden utilizar el Regate Mortal cuando tienen posesión de la pelota y además conocen el Puñetazo Tornado (Pero sólo el portero Higuita lo utiliza, obviamente). Al ganar, dos argentinos aparecen quemándose las manos con empanadas calientes.
Su formación es 2-2-1:
1. Latorre (らとーれ Ratōre?): MF (Capitán).
2. Escobar (えすこばる Esukobaru?): FW.
3. Sergio (せるじお Serushio?): FW.
4. Olivares (おりばれす Oribaresu?): MF. Un poco débil comparado con los otros miembros del equipo.
5. Barba (ばるば Baruba?): DF.
6. Higuita (いぎーた Igīta?): GK. Si están empatando o ganando, sale de la valla a atacar cuando tiene el balón.

Su campo es de césped, azotado por regulares relámpagos.

#### Brasil
| Ropa | Piel | Pelo |
| ---- | ---- | ---- |
|      |      |      |

De camiseta verde, el equipo brasileño es uno de los equipos más fuertes del juego. Una piraña representa al equipo, tanto en su estandarte como en su disparo especial. Pueden utilizar la Voltereta Golondrina. Festejan las victorias bailando al ritmo del carnaval, utilizando disfraces y sonando maracas.
Al igual que Argentina, forman en 2-2-1:
1. Dias (でぃあず De ~iazu?): MF (Capitán).
2. Saravia (さらびあ Sarabia?): FW. Es un jugador rápido.
3. Mendoça (めんどーさ Mendōsa?): FW.
4. Bunho (ぶーにょ Būnyo?): MF. Rápido, suele salir a atacar directamente la portería rival realizando la Voltereta Golondrina.
5. Santos (さんとす Santosu?): DF. Aunque es lento, es muy fuerte.
6. Rodrigues (ろどりげす Rodorigesu?): GK. Es uno de los arqueros más fuertes del juego.

Su campo es de césped, con algunas lluvias y charcas.

#### México
| Ropa | Piel | Pelo |
| ---- | ---- | ---- |
|      |      |      |

Los mexicanos portan una máscara emulando a los luchadores de lucha libre mexicana. Uno de los equipos más débiles. Mediante su disparo especial pueden electrificar la pelota, efecto que perdura por un tiempo incluso luego de ser atajada por el guardameta. El Ataque Tornillo que efectúan, es poderoso, pero fácil de esquivar. Cuando ganan, un mariachi le canta a un cactus danzante. Es el único equipo dentro del juego que cuando le anotan gol no se lamenta, simplemente se quedan quietos
Usan la extraña formación 1-2-2:
1. Avilés (あびれす Abiresu?): MF (Capitán).
2. Aguinaga (あぎなが Aginaga?): FW.
3. Gonzalez (ごんざれす Gonsaresu?): MF.
4. Salazar (さらざーる Sarazāru?): DF.
5. Tavallos (たばじょす Tabajosu?): DF.
6. Enrico (えんりこ Enriko?): GK.

Su campo es de tierra, suele tener áreas enlodadas. Caen relámpagos muy frecuentemente.

#### Surinam(すりなむ,Surinam?)
| Ropa | Piel | Pelo |
| ---- | ---- | ---- |
|      |      |      |

Surinam (すりなむ?), oficialmente la República de Surinam (すりなむ?) ―antiguamente conocida como Guayana Neerlandesa ―, es un país de América del Sur, situado al norte del continente, que colinda con el océano Atlántico al norte, con el departamento de ultramar francés de Guayana Francesa al este, con Guyana al oeste y con Brasil al sur. En su festejo de victoria, Naana Come Ajos para picar a compañero que esta Saludando y Cladiel viende a golpear para más Tarde.
Surinam también forman en 1-2-2
1. Naana (なあな?) MF (Capitán).
2. Gilberto (ぎるべると Girubeuto?) FW.
3. Cerezo (せれぞ Serezo?) FW.
4. Miquel (みける Mikeru?) DF.
5. Anduelo (あんづえる Anduero?) DF.
6. Claidel (くらいでる?) GK.

### Liga Europea
Esta liga está integrada por Inglaterra, Italia y Alemania. El equipo viaja en avión para llegar a estos países.

#### Inglaterra
| Ropa | Piel | Pelo |
| ---- | ---- | ---- |
|      |      |      |

La escuadra inglesa es muy fuerte pero no invencible. Su potente disparo adquiere la forma de una bola de mangual, objeto que también decora su bandera de presentación. Sus jugadores tocan la guitarra eléctrica para festejar su victoria.
El equipo inglés forma en 2-2-1:
1. David (でびっど Debiddo?): MF (Capitán).
2. Nigel (ないじぇる Naijeru?): FW.
3. Mark (まーく Māku?): FW. Es veloz.
4. Martin (まーちん Māchin?): MF.
5. Henry (へんりー Henrī?): DF.
6. Andy (あんでぃ Andi?): GK.

Su campo es de césped normal, con charcas. El clima es muy ventoso y con tormenta de relámpagos.

#### Italia
| Ropa | Piel | Pelo |
| ---- | ---- | ---- |
|      |      |      |

Italia es el equipo más fuerte del juego. Al ejecutar su tiro especial, el balón se infla como el sol, resultando casi imparable. Pueden utilizar la Voltereta Golondrina, así como el Puñetazo Tornado. Al festejar una victoria, el capitán aparece disparando con metralleta a un compañero que huye llorando.
Los italianos utilizan el 2-2-1:
1. Rafaello (らふぁえれ Rafu~aere?): MF (Capitán).
2. Ricardo (りかるど Rikarudo?): FW.
3. Giorgio (じょるじょ Jorujo?): FW.
4. Luca (るか Ruka?): DF.
5. Giuseppe (じゅぜっぺ Juzeppe?): DF.
6. Giovanni (じょばんに Jobanni?): GK. Es el arquero más fuerte del juego superando al de Brasil y Alemania.

Su campo es de césped normal, con algunas charcas a causa de las lloviznas.

#### Alemania Federal
| Ropa | Piel | Pelo |
| ---- | ---- | ---- |
|      |      |      |

Los alemanes son otra escuadra de temer. Pueden utilizar el Regate Mortal y su tiro divide el balón en dos balones más pequeños que giran sobre un eje central. Al ganar, un jugador come salchichas enormes mientras un compañero lo mira hambriento.
Alemania también forma en 2-2-1:
1. Eckert (えっけると Ekkeruto?): MF (Capitán).
2. Helmer (へるまー Heruma?): FW.
3. Lidor (りーどる Rīdoru?): FW. Es veloz.
4. Wernicke (ばるにけ Barunike?): MF.
5. Schultz (しゅるつ Shurutsu?): DF.
6. Bremmer (ぶれーめ Burēma?): GK. Es el arquero más fuerte junto con el de Brasil.

El campo de juego alemán es de césped, extremadamente ventoso.

## Música
Hay distintas canciones que suenan en las diferentes pantallas del juego, pero un aspecto interesante es que el jugador puede seleccionar el tema que quiera oír durante los partidos. Los BGM disponibles son:
- Nekketsu League Carnival (ねっけつ　りーぐ・で・かーにばる Nekketsu Rīgu de Kānibaru?).
- Technos Japan Cup Theme (てくのす　じゃぱん　かっぷの　てーま Tekunosu Japan Kappu no Tēma?).
- Unba-Bi-Banba (うんば・び・ぼんぼ?).
- Bikibiki-Mambo No. 3 (びきびき・さんば　NO3 BikiBiki Sanba NO3?).
- Go! Go! Nekketsu Striker (ごー・ごー・　ねっけつ　すとらいかー Gō Gō Nekketsu Sutoraikā?).
- Nekketsu FC Theme (ねっけつFCの　てーま Nekketsu FC Tēma?). Este tema es utilizado en la presentación.
- Team Rocket Hideout (ねっけつ　たいふーん Nekketsu Taifūn?).

- Datos: Q5853292

## Equipos
- Argentina
- Brasil
- Camerún
- Reino Unido
- Guinea
- Italia
- Japón (Nekketsu FC)
- Corea del Sur
- México
- Mongolia
- Surinam
- Tailandia
- Alemania Federal

- Chipre
- Jamaica